# Turbe (mauzolej)
Turbe je mauzolej obično bogatijeg i/li poznatijeg čovjeka. Turbe je natkriveno, ponekad je i ograđeno, a pored njega može biti česma, džamija ili neka druga građevina. U Bosni i Hercegovini nakon osmanlijskog vremena, ostala su mnoga turbeta, kao obilježje na nečije djelo i postojanje. Mnoga turbeta u Bosni i Hercegovini osim povijesnog imaju i religijsko značenje.